# هوراس ووكر
هوراس ووكر (بالإنجليزية: Horace Walker)‏ (و. 1937 – 2001 م) هو لاعب كرة السلة، من الولايات المتحدة، ولد في تشيستر، يلعب كلاعب هجوم صغير الجسم، توفي في لوس أنجلس، عن عمر يناهز 64 عاماً.

## التعليم
تعلم في Chester High School (Chester, Pennsylvania) ‏، وجامعة ولاية ميشيغان.

## روابط خارجية
- هوراس ووكر على موقع إن بي أي (الإنجليزية)
- هوراس ووكر على موقع سبورتس رفرنس (الإنجليزية)
- هوراس ووكر على موقع كلية كرة السلة في سبورتس رفرنس.كوم (الإنجليزية)
- هوراس ووكر على موقع ريلجم (الإنجليزية)
- هوراس ووكر على موقع بروبوليرز (الإنجليزية)